# Adisura malagassica
Adisura malagassica är en fjärilsart som beskrevs av Rothschild 1924. Adisura malagassica ingår i släktet Adisura och familjen nattflyn. Inga underarter finns listade i Catalogue of Life.